# Darvi
Darvi (mongol cyrillique : Дарви сум, Darvi sum) est un sum de l'aïmag (province) de Khovd dans l’ouest de la Mongolie. Sa capitale est Bulgan.